# Ragnhild Aamodt
Ragnhild Margrethe Aamodt född den 9 september 1980 i Sarpsborg, Norge, är en norsk handbollsspelare. Hon är vänsterhänt och spelade som högersexa.

## Klubblagskarriär
Aamodt började spela handboll vid fyra års ålder i den norska klubben Skjeberg HK, där hon senare spelade med damlaget i högsta divisionen. 2003 lämnade hon Norge för en proffskarriär i danska GOG Svendborg. Efter två år flyttade hon till Ikast-Bording EH. Med Ikast spelade hon i final i EHF-cupen 2007, men förlorade finalen mot Zvezda Zvenigorod. 2008 vann hon det danska mästerskapet med Ikast. Sommaren 2009 flyttade hon till den norska klubben Sarpsborg IL på födelseorten. 2012 avslutade hon sin karriär.

## Landslagskarriär
Ragnhild Aamodt debuterade i det norska landslaget 2002 och spelade 133 matcher för landslaget och gjorde 314 mål innan hon slutade i landslaget efter EM 2008. Hon blev europamästare tre gånger, 2004, 2006 och 2008. Hon vann ett silver i VM 2007. Hon tog OS-guld i damernas turnering i samband med de olympiska handbollstävlingarna 2008 i Peking.

## Individuella utmärkelser
- Uttagen i danska damehåndboldligaens All Star Team tre gånger som högersexa.